# Nellie Neilson
 Nellie Neilson  (* 5. April 1873 in Philadelphia, Pennsylvania; † 26. Mai 1947 in South Hadley, Massachusetts) war eine US-amerikanische Historikerin und Hochschullehrerin. Sie war die erste Präsidentin der American Historical Association und die erste Frau, die einen Artikel in der American Historical Review veröffentlichte.

## Leben und Werk
Neilson war das älteste Kind von sechs Kindern des Metallurgieingenieurs William George Neilson und seiner Ehefrau Mary Louise Neilson. Sie studierte Englisch und Geschichte am Bryn Mawr College, wo sie 1893 einen Bachelor of Arts und 1894 einen Master of Arts erhielt. 1899 promovierte sie mit der Dissertation: Economic Conditions on the Manors of Ramsey Abbey, die sie 1898 veröffentlichte. Sie studierte bei Charles McLean Andrews am Bryn Mawr College und lebte ein Jahr in England, wo sie bei Frederic William Maitland und Paul Vinogradoff studierte.
Sie unterrichtete von 1897 bis 1900 an der Agnes Irwin School in Philadelphia und lehrte von 1900 bis 1902 am Bryn Mawr College. 1902 wechselte sie als Geschichtslehrerin an das Mount Holyoke College, wurde 1904 zur Professorin für europäische Geschichte und 1905 zur ordentlichen Professorin ernannt. Dort forschte sie in dieser Position bis 1939 und arbeitete mit Bertha Putnam zusammen.
Sie war aktives Mitglied mehrerer Berufsverbände, einschließlich der Royal Historical Society. Sie war die erste Frau, die einen Band in der Reihe Oxford Studies in Social and Legal History (Customary Rents, 1910) veröffentlichte und ein Jahrbuch der Selden Society herausgab. Sie war auch die erste Frau, die einen Artikel in der Harvard Law Review veröffentlichte.

## Mitgliedschaft in der American Historical Association
In den frühen 1930er Jahren sicherte sich Louise Phelps Kellogg einen Platz im Nominierungskomitee der AHA und wurde von vielen Frauen und einigen Männern stark unter Druck gesetzt als sie Neilson für die Präsidentschaft nominierte. Neilson bekam stattdessen einen Sitz im Vorstand der American Historical Review. Die 1930 gegründete Berkshire Conference of Women Historians befürwortete mehr Frauen in Führungspositionen. Diese Gruppe förderte und verstärkte erfolgreich die Präsenz von Frauen auf den AHA-Jahrestreffen in den 1930er Jahren und begann 1938, sich für die Präsidentschaft von Neilson zu organisieren. Diese Bemühungen waren schließlich 1942 erfolgreich und 1943 wurde Neilson die erste Präsidentin der American Historical Association.

## Auszeichnungen
1926 wurde sie als erste Frau als Fellow der Medieval Academy of America gewählt. 1938 erhielt sie die Ehrendoktorwürde von dem Smith College und 1940 von dem Russel Sage College.

## Veröffentlichungen (Auswahl)
- Economic Conditions on the Manors of Ramsey Abbey. 1899.
- Customary Rents. 1910.
- Survey of the Honour of Denbigh. 1914.
- The Terrier of Fleet Lincolnshire. 1920.
- The Cartulary of Bilsington Kent. 1927.
- Mediaeval Agrarian Economy. 1936.